# Oversberg
Oversberg ist eine Erzählung der österreichischen Schriftstellerin Marie von Ebner-Eschenbach (1830–1916), die 1892 erstmals erschienen ist.

## Inhalt
Der einundsiebzigjährige, lebenserfahrene Herr Generalinspektor erzählt im Kreise einiger Bekannter, wie dem Förster, dem Kontrollor und dem Dechant, die seltsame Geschichte des Verwalters Albrecht Oversberg. Die Gespräche und Kommentare der Anwesenden bilden den Rahmen zur eigentlichen Geschichte, die das Leben Oversbergs schildert.
Der Onkel Oversbergs besaß in Mähren ein großes Gut namens Siebenschloss, das sein Neffe dereinst erben sollte. Er war ein einsamer weltfremder Mann, dessen Liebe der Erforschung von Käfern galt. Eines Tages kam er wieder in Verbindung mit einem Jugendfreund, der seinerseits Schmetterlinge sammelte, verwitwet war und eine Tochter besaß. Diesen lud er ein, auf seinem Gut in einer umgebauten Mühle in seiner Nähe zu leben. Die beiden alten Männer entwickeln den Plan, Albrecht Oversberg, der auswärts Ökonomie studierte, und die lebenssprühende junge Tochter des schmetterlingsjagenden Oberstleutnants, namens Lene, zusammenzubringen. Der Plan gelingt, und die jungen Leute verlieben sich ineinander. Indes stirbt der Onkel Oversbergs, und es zeigt sich zunehmend, sowohl für Albrecht als auch für den Oberstleutnant, dass das vermeintlich wertvolle Gut Siebenschloss herabgewirtschaftet und nichts wert war. So eröffnete der alte Oberstleutnant Albrecht, dass damit eine Wendung in den Verhältnissen eingetreten sei und er ihm seine siebzehnjährige Tochter nicht mehr zur Frau geben könne. Als Albrecht die feste Absicht des Vaters erkannte, wollte er Lene sein Wort zurückgeben, doch diese nahm es nicht an und versicherte hartnäckig, Albrecht heiraten zu wollen. Der Vater geriet immer heftiger in Erregung, drohte mit Selbstmord und erlitt schließlich einen Anfall, in dessen Folge sein Leben nur an einem seidenen Faden hing. So drängte Albrecht Lene, auf den Vater Rücksicht zu nehmen und nicht dessen Leben zu verschulden.
Albrecht verkaufte das Gut an einen neureichen Herrn von Siegshofen um einen geringen Betrag. Dessen Sohn Robi erhielt vom Oberstleutnant seine Tochter Lene versprochen, und diese fügte sich schließlich. Sie bat aber Albrecht inständig, sie nicht zu verlassen, ohne zu ahnen, was sie damit von Albrecht verlangte. Dieser, da er Lene sehr liebte, versprach ihr endlich das Verlangte und wurde nun zum Verwalter seines ehemaligen eigenen Gutes bei dem Mann, der ihm seine Geliebte weggenommen hatte. Robi hingegen fühlte sich noch als Wohltäter des armen Albrecht. Zugleich war es ihm egal, ob Lene ihn auch liebe; Hauptsache er war im Besitz der hübschen jungen Frau. Lene war sichtlich unglücklich und in Gegenwart ihres Mannes deutlich verändert und still. Nach kurzer Zeit bekam sie von ihm ein Kind, das aber sehr schwächlich war. Albrecht war in seiner Güte auch diesem Kind seines Rivalen sehr zugetan, das in der Folge sehr an Oversberg hing. Zu spät erkannte der Oberstleutnant, dass er sein Kind unglücklich gemacht hatte, obwohl er ihm nur ein Leben in Armut ersparen wollte, das er selbst in jungen Jahren einst erlitten hatte. Er bemerkte den schwindenden Lebensmut Lenes und versuchte sie aufzumuntern – aber bereits mit 23 Jahren starb Lene; wohl an gebrochenem Herzen, wie viele meinten. Als es so weit war, verständigte der Arzt den auswärts weilenden Albrecht, der zunehmend versuchte, der Versuchung der Gegenwart Lenes aus dem Weg zu gehen. Oversberg eilte herbei und traf Lene noch lebend, die ihm sterbend für seine große Liebe und Aufopferung dankte.
Eine lebensechte Statue von Lene, die ein Bildhauer geschaffen hatte, traf nach ihrem Tode ein und wurde nun auf ihrem Grab aufgestellt. Der Erzähler traf eines Nachts unbemerkt den sonst immer so beherrschten Oversberg schluchzend auf dem Grab unter der Statue der Geliebten liegend an. Der Witwer hingegen heiratete schon bald wieder neu, und da er mit der zweiten Frau eigene Kinder hatte, so überließ er seinen schwächlichen Erstgeborenen bereitwillig der Obhut seiner Eltern und Oversbergs, der sich bis zum frühen Tode des Kindes liebevoll um es kümmerte. Aber auch danach blieb er Verwalter auf dem Gut, obwohl er nun eigentlich keinen Grund mehr dazu gehabt hätte. Er führte bis in sein Alter ein arbeitsames Leben, freundlich und bescheiden, wohl auch schicksalsergeben bis zu seinem Tode, den er mit den Worten "Welch ein Glück!" genauso entgegennahm wie alles andere in seinem Leben.
Marie von Ebner-Eschenbach setzte die Lebensgeschichte des guten Oversberg in scharfen Kontrast zu den Meinungen und Auffassungen des Erzählers und seiner Zuhörer, die von völligem Unverständnis Oversberg gegenüber gekennzeichnet waren. Alle hielten diesen für schwach und dumm. Einzig der anwesende Dechant, der mehrmals unwillig die Kommentare des Erzählers unterbrach, verstand die stille Größe Oversbergs und wandte sich gegen die hohlen Phrasen des Inspektors von "Mannhaftigkeit" und "Mannesehre" und dergleichen. Und so endet die Erzählung mit den Worten des Dechants an den Generalinspektor, aus denen sich auch die ganze Sympathie der Autorin für ihre Titelgestalt ausspricht:
"Er ging dahin, unverwundbar durch seine Harmlosigkeit und Güte, wie die Helden der nordischen Sage es geworden sein sollen durch ein Bad in Drachenblut. Ehre seinem Andenken! Sonderbar, Herr Inspektor, sehr sonderbar, Sie haben mir mehr von ihm erzählt, als Sie selbst von ihm wissen und wissen können. Denn, nehmen Sie es ja nicht übel, wenn ich mir die Bemerkung erlaube: Sie sind ein gescheiter Mann, ein rechter Schätzmeister der Fähigkeiten, der Arbeitskraft anderer in ihrem wichtigen, weit umfassenden Wirkungskreise. Aber einen einfachen und edlen Menschen - verstehen Sie nicht."